# 滑桃树属
滑桃树属（学名：Trewia）是大戟科下的一个属，为乔木植物。该属仅有滑桃树（Trewia nudiflora）一种，分布于印度、马来西亚至中国云南、广西和广东。